# قرقاول شاخ‌دار کبوت

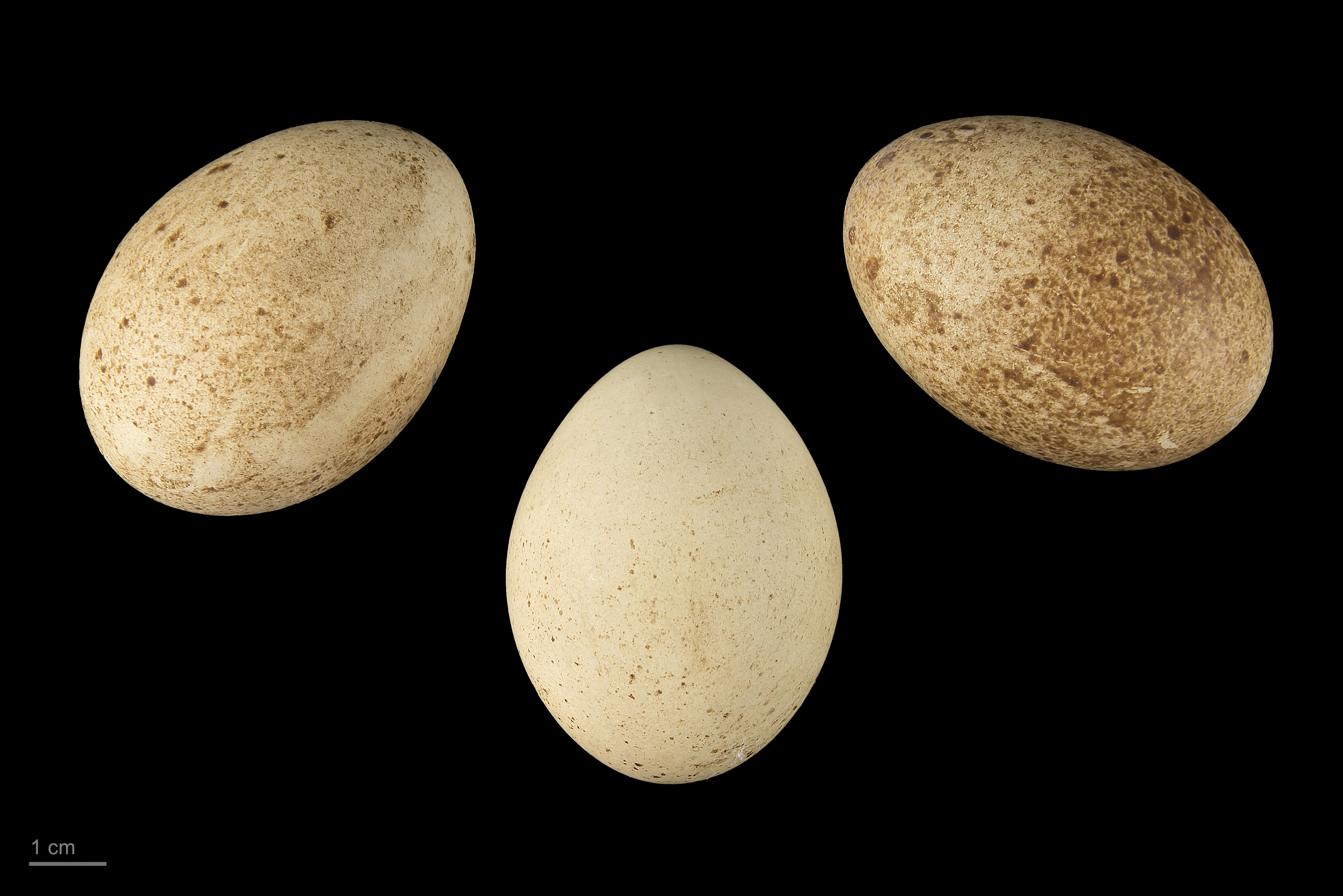
Tragopan caboti

قرقاول شاخ‌دار کبوت (نام علمی: Tragopan caboti) نام یک گونه از سرده قرقاول شاخ‌دار است.